# Mars 1850

## Événements
- Victor-Emmanuel II de Savoie maintient la constitution libérale octroyée par son père au Piémont-Sardaigne (le Statuto), permettant à la dynastie d’apparaître comme la championne des aspirations libérales et nationales du pays. Peu intéressé par la politique, il laisse le gouvernement à ses ministres d’Azeglio, Rattazzi ou Cavour.
  - En mars sont proposés des projets de lois limitant l’influence de l’Église (abolition des tribunaux spéciaux pour le clergé, soumission à autorisation gouvernementale des legs en faveur des couvents, diminution des fêtes religieuses chômées). Les lois sont votées malgré l’agitation et les tensions avec Rome.
- Union restreinte. La Prusse et les petits États voisins adoptent à Erfurt une constitution fédérale.

- 9 mars : début du règne de Xianfeng, empereur de Chine (fin en 1861).

- 10 mars, France : élection complémentaire à l'Assemblée législative. L'extrême-gauche emporte 20 des 30 sièges à pourvoir.

- 15 mars, France : Loi Falloux sur la liberté de l'enseignement, le Conseil supérieur de l'Instruction publique. Les collèges royaux redeviennent des lycées. L’Université est placée sous le contrôle de l’État et de l’Église via les préfets et les évêques ; l’Église reçoit toute latitude pour créer des universités libres. 257 écoles libres s’ouvrent en France.

- 24 mars, Tripoli : début de l'expédition de l'explorateur allemand Heinrich Barth à travers le Sahara (fin en 1855)[1].

- 30 mars : le Royaume-Uni fait l'acquisition des forts danois du Ghana.

## Naissances
- 3 mars :
  - Henry Wetherbee Henshaw (mort en 1930), ornithologue et ethnologue américain.
  - Zdenko Skraup (mort en 1910), chimiste tchèque-autrichien.
- 18 mars : Alfred Maudslay (mort en 1931), diplomate, explorateur, photographe et archéologue britannique.
- 19 mars : Joseph Whitaker (mort en 1936), ornithologue, archéologue et sportif anglo-sicilien.
- 31 mars : Charles Doolittle Walcott (mort en 1927), paléontologue américain.

## Décès
- 2 mars : André de Sainte-Maure, homme politique français (° 1er décembre 1775).
- 22 mars : Karl Sigismund Kunth (né en 1788), botaniste allemand.
- 27 mars : Guillaume Beer (né en 1797), astronome allemand.
- 28 mars : Bernt Michael Holmboe (né en 1795), mathématicien norvégien.